# Kanton Saint-Flour-1
Der Kanton Saint-Flour-1 ist ein französischer Wahlkreis im Département Cantal und in der Region Auvergne-Rhône-Alpes. Er umfasst einen Teilbereich der Stadt Saint-Flour und 23 weitere Gemeinden im Arrondissement Saint-Flour. Bei der landesweiten Neuordnung der französischen Kantone wurde er 2015 neu geschaffen.

## Gemeinden
Der Kanton besteht aus 24 Gemeinden und Gemeindeteilen mit insgesamt 8830 Einwohnern (Stand: 1. Januar 2022) auf einer Gesamtfläche von 484,79 km²:
| Gemeinde             | Einwohner 1. Januar 2022 | Fläche km² | Dichte Einw./km² | Code INSEE | Postleitzahl |
| -------------------- | ------------------------ | ---------- | ---------------- | ---------- | ------------ |
| Andelat              | 474                      | 21,05      | 23               | 15004      | 15100        |
| Auriac-l’Église      | 142                      | 19,73      | 7                | 15013      | 15500        |
| Bonnac               | 160                      | 22,60      | 7                | 15022      | 15500        |
| Coltines             | 428                      | 19,02      | 23               | 15053      | 15170        |
| Coren                | 445                      | 16,86      | 26               | 15055      | 15100        |
| Ferrières-Saint-Mary | 238                      | 19,17      | 12               | 15069      | 15170        |
| La Chapelle-Laurent  | 239                      | 26,09      | 9                | 15042      | 15500        |
| Lastic               | 108                      | 10,47      | 10               | 15097      | 15500        |
| Laurie               | 84                       | 19,23      | 4                | 15098      | 15500        |
| Leyvaux              | 36                       | 14,95      | 2                | 15105      | 43450        |
| Massiac              | 1.801                    | 34,78      | 52               | 15119      | 15500        |
| Mentières            | 124                      | 13,17      | 9                | 15125      | 15100        |
| Molèdes              | 78                       | 22,38      | 3                | 15126      | 15500        |
| Molompize            | 272                      | 17,12      | 16               | 15127      | 15500        |
| Montchamp            | 142                      | 15,90      | 9                | 15130      | 15100        |
| Rézentières          | 110                      | 13,29      | 8                | 15161      | 15170        |
| Roffiac              | 562                      | 21,26      | 26               | 15164      | 15100        |
| Saint-Flour          | 1.819                    | 16,44      | 111              | 15187      | 15100        |
| Saint-Mary-le-Plain  | 186                      | 21,80      | 9                | 15203      | 15500        |
| Saint-Poncy          | 337                      | 40,37      | 8                | 15207      | 15500        |
| Talizat              | 596                      | 37,62      | 16               | 15231      | 15170        |
| Tiviers              | 164                      | 13,53      | 12               | 15237      | 15100        |
| Valjouze             | 24                       | 3,05       | 8                | 15247      | 15170        |
| Vieillespesse        | 261                      | 24,91      | 10               | 15259      | 15500        |
| Kanton Saint-Flour-1 | 8.830                    | 484,79     | 18               | 1511       | –            |

1. ↑   Nur der nordöstliche Teil der Gemeinde, der Rest gehört zum Kanton Saint-Flour-2.

## Politik
| Vertreter im Departementrat | Vertreter im Departementrat   | Vertreter im Departementrat |
| Amtszeit                    | Namen                         | Partei                      |
| --------------------------- | ----------------------------- | --------------------------- |
| 2015–2021                   | Didier Achalme Aline Hugonnet | DVD                         |
| 2021–                       | Didier Achalme Marina Besse   | DVD                         |